# Francis Neale
Francis Ignatius Neale (3 juin 1756 – 20 décembre 1837), également connu sous le nom de Francis Xavier Neale, est un prêtre catholique et jésuite américain. Il a exercé une influence significative en dirigeant plusieurs institutions universitaires et religieuses à Washington, ainsi que dans le Maryland. Son engagement et sa vision ont été déterminants dans la restauration de l'ordre jésuite aux États-Unis d'Amérique.
Issu d'une famille éminente du Maryland, Francis Neale poursuit ses études dans le prestigieux Collège des Jésuites anglais, où il reçoit l'ordination sacerdotale. À son retour aux États-Unis en 1788, il assume le rôle de pasteur à l'église Saint-Ignace de Port Tobacco. C'est à cette époque qu'il s'unit au clergé rural pour s'opposer à la création du Georgetown College, projet de l'évêque John Carroll, qu'il considère comme une menace pour les ressources des manoirs jésuites. Ce désaccord engendre des tensions notables entre lui et Carroll, marquant ainsi une partie significative de sa vie.
En 1790, Francis Neale joue un rôle déterminant dans l'établissement de la première église catholique de Washington, l'église Holy Trinity, dont il sera le pasteur pendant 27 ans. Il fonde également l'église Sainte-Marie à Alexandria, en Virginie, où il exerce en tant que pasteur invité. Par la suite, il prend brièvement la présidence par intérim du Georgetown College, avant d'en être officiellement nommé président en 1809. Toutefois, son mandat est souvent perçu comme un échec, car le nombre d'étudiants diminue considérablement en raison de l'application d'une discipline monastique stricte.
Lorsque l'ordre des Jésuites est rétabli aux États-Unis en 1806, Francis Neale intègre la Société et assume le rôle de maître des novices à Georgetown. Il est également désigné trésorier de la mission jésuite du Maryland. Au cours de ses dernières années, il se consacre en tant que directeur spirituel des religieuses du monastère de la Visitation de Georgetown, tout en servant comme curé au St. Thomas Manor.

## Jeunesse et famille
Francis Ignatius Neale voit le jour le 3 juin 1756 à Chandler's Hope, le domaine familial des Neale, situé près de Port Tobacco, dans le comté de Charles, au sein de la province britannique du Maryland. Né dans une famille influente, il est le descendant du capitaine James Neale, un des premiers colons du Maryland, qui s'établit en 1637 après avoir reçu une concession royale de 2 000 acres (810 hectares) dans ce qui deviendra plus tard la ville de Port Tobacco.
Les parents de Francis Neale, William et Anne Neale (née Brooke), ont treize enfants. Parmi eux, les sept garçons, dont Francis, le benjamin, sont envoyés au Collège des Jésuites anglais. Malheureusement, deux des frères de Francis perdent la vie durant leurs études, tandis que quatre des cinq survivants choisissent de devenir prêtres catholiques. L'un de ses frères, Leonard Neale, devient président du Georgetown College et archevêque de Baltimore, tandis qu'un autre, Charles, se distingue également en tant que jésuite éminent. Sa sœur, Anne, entre dans l'ordre des Clarisses en tant que religieuse à Aire-sur-la-Lys, en France. William Matthews, le neveu de Neale par l'intermédiaire de sa sœur Mary, est également destiné à devenir président du Collège de Georgetown.
En 1773, le pape Clément XIV décrète la suppression mondiale de la Compagnie de Jésus. Francis Neale, ne pouvant ainsi intégrer l'ordre des jésuites comme il l'avait espéré, choisit de poursuivre ses études au séminaire du collège de Liège. Après avoir été ordonné prêtre le 3 avril 1788, il s'embarque immédiatement pour les États-Unis.

## Missions du Maryland
En 1789, John Carroll, évêque de Baltimore, établit le Georgetown College, un établissement d'enseignement supérieur catholique aux États-Unis, dont la création est attendue depuis longtemps. Dès 1785, Carroll sollicite Charles Plowden pour qu'il renvoie aux États-Unis une cohorte de jésuites du Maryland, alors en études au collège de Liège, afin de constituer le personnel du collège de Georgetown naissant. Il espère tout particulièrement que Francis Neale joue un rôle central dans les premières années de cette institution. Les demandes de Carroll demeurent sans réponse jusqu'en novembre 1788, lorsque Neale, ayant terminé ses études à Liège, arrive à Baltimore. À son arrivée, John Carroll assigne Francis Neale au domaine jésuite de St. Thomas Manor, situé près de Port Tobacco.
Francis Neale apprécie la vie à la campagne et s'allie aux jésuites des manoirs du Maryland, qui s'opposent à la création d'un collège par John Carroll. Dans sa correspondance avec ce dernier, Francis Neale fait souvent part de sa conviction que les jésuites devraient concentrer leurs efforts sur le ministère auprès des communautés rurales du sud du Maryland, plutôt que sur l'enseignement supérieur. Les relations entre Neale et Carroll se détériorent lorsque Neale reproche à son supérieur de ne pas apporter un soutien suffisant aux missions rurales, tandis que Carroll critique Neale pour sa gestion financière, notamment pour son incapacité à obtenir des commandes pour la nouvelle Bible de Douai imprimée aux États-Unis. En fin de compte, Francis Neale devient l'un des plus ardents opposants aux initiatives de John Carroll visant à établir le Georgetown College, qu'il considère comme une menace pour les manoirs ruraux des jésuites du Maryland.

## Chapelle de Georgetown

### Essor de la chapelle

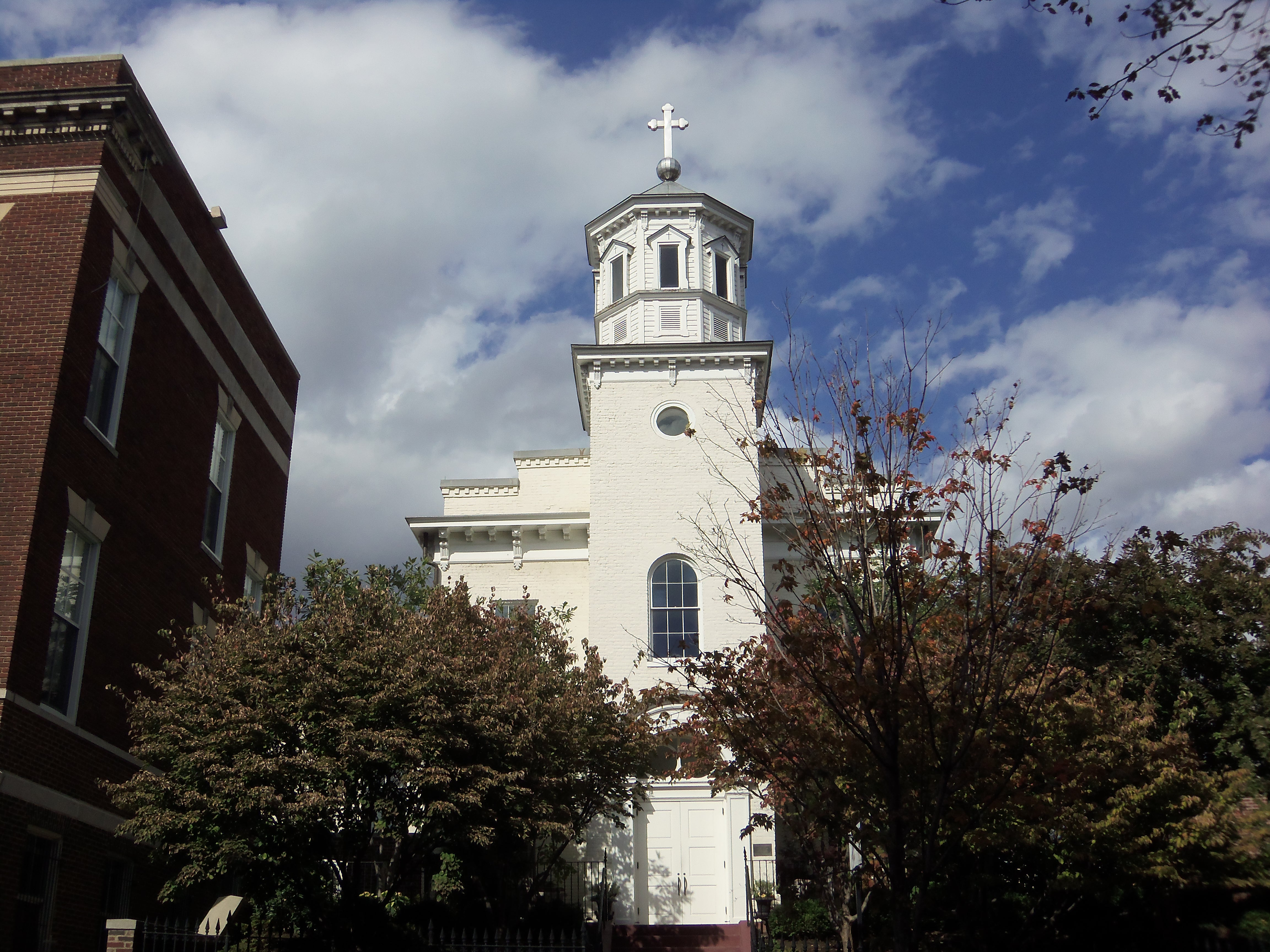
La chapelle de Georgetown, située à proximité de l'église Holy Trinity, anciennement connue sous le nom de chapelle Saint-Ignace (St. Ignatius).

En 1790, le gouverneur du Maryland, Thomas Sim Lee, sollicite l'envoi d'un prêtre dans la ville en pleine expansion de Frederick. John Carroll envisage alors de transférer Francis Neale de St. Thomas Manor à Frederick, mais Neale tombe malade à cette période et ne peut pas se rendre sur place. Plus tard dans l'année, Carroll nomme Francis Neale premier pasteur de la chapelle de Georgetown, qui n'est pas encore construite. Il est convaincu que l'ascendance distinguée de Francis Neale et sa connaissance des nombreuses familles influentes de Georgetown l'aideront à lever des fonds pour soutenir cette église naissante. Ce n'est que le 13 janvier 1792 que Neale arrive à Georgetown, après s'être rétabli de sa maladie.
Francis Neale se révèle être un pasteur remarquable pour l'église. Dans les premiers mois de son mandat, il parvient à mobiliser des fonds considérables auprès des catholiques des comtés de Montgomery, Prince George, Charles et St. Mary dans le Maryland. Grâce à ses efforts, la construction de la chapelle débute rapidement, avec les fondations achevées à la fin de 1792 et la superstructure terminée l'année suivante. Conscient que la nouvelle église et son cimetière prend beaucoup de place, Francis Neale s'efforce d'optimiser la gestion du domaine, en acquérant des parcelles de terrain aux alentours pour éviter tout empiètement. Malheureusement, ces contributions s'avèrent insuffisantes, et il doit compléter les fonds nécessaires avec ses propres ressources. Quinze ans plus tard, il investit à nouveau de sa poche pour acquérir le reste de la largeur du bloc, où se trouve aujourd'hui l'école Holy Trinity. La construction de la chapelle de Georgetown est finalement achevée en mars 1794.

### Conflits et croissance
En tant que première église catholique du District de Columbia, la chapelle de Georgetown attire des fidèles venant de Dumfries et Great Falls en Virginie, ainsi que de Bladensburg dans le Maryland. La congrégation connaît une croissance rapide, et l'église devient vite surpeuplée, malgré l'ajout de structures temporaires sur les côtés pour augmenter sa capacité. En 1796, la paroisse établit une mission à Alexandria, qui devient la première église catholique de l'État de Virginie. Francis Neale y exerce son ministère, mais l'emplacement est considéré comme trop éloigné. Il choisit alors d'acheter une ancienne maison de réunion méthodiste, située plus près du centre d'Alexandria, qu'il renomme l'église de Sainte-Marie.
Les relations entre Francis Neale et John Carroll continuent de se détériorer, Neale s'opposant résolument aux tentatives de Carroll de vendre certaines propriétés rurales des jésuites. En avril 1797, Carroll ordonne à Francis Neale de quitter Georgetown pour s'installer au manoir jésuite de White Marsh, conformément à des discussions préalables lors d'une réunion du clergé, malgré la résistance de Neale. Avant que cet ordre ne puisse être mis en œuvre, plusieurs paroissiens fortunés et laïcs influents de la chapelle de Georgetown interviennent pour demander à John Carroll de maintenir Francis Neale dans son poste. Sensible à leurs préoccupations, John Carroll finit par acquiescer, permettant ainsi à Francis Neale de rester pasteur jusqu'en 1817, date à laquelle il est remplacé par Benedict Joseph Fenwick.
Entre-temps, Francis Neale s'affirme comme un membre éminent du Select Body of Clergy of the Corporation of Roman Catholic Clergymen of Maryland, une organisation civile qui échappe à l'autorité de John Carroll. Cette assemblée est constituée de prêtres ayant été jésuites avant la suppression de l'ordre par le Pape. En 1798, Francis Neale est désigné comme l'agent légal de cette société.

## Georgetown College
En plus de ses responsabilités sacerdotales à la chapelle de Georgetown, Francis Neale assume également le rôle de trésorier pro tempore au Georgetown College, qui représente sa principale source de revenus. En août 1797, un comité spécial du clergé du Maryland se forme pour examiner l'avenir de l'institution. Ce comité décide que le collège doit être dirigé par un conseil d'administration composé de cinq membres, tous clercs du Maryland, choisis parmi leurs pairs. Cette décision prive John Carroll et le président sulpicien en exercice, Louis-Guillaume-Valentin Dubourg, de tout contrôle officiel sur l'établissement. Francis Neale est alors désigné comme l'un des cinq directeurs. Lors de la première réunion du conseil en octobre 1797, il est élu vice-président du collège, un poste dont les fonctions correspondent en grande partie à celles de trésorier. Il occupe cette fonction de vice-président pendant une décennie.

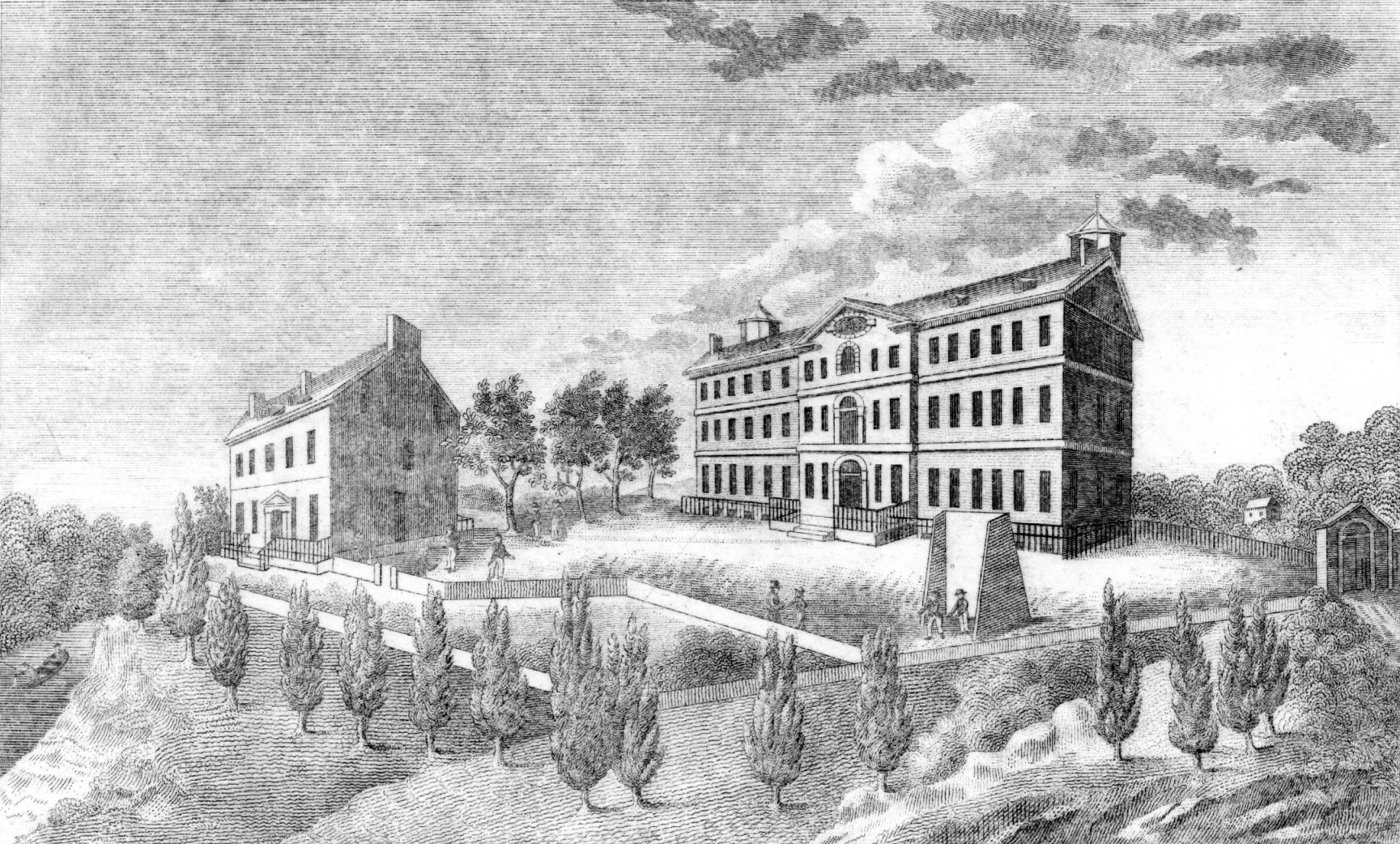
Le campus du Georgetown College en 1829 conservait sensiblement la même configuration architecturale durant la présidence de Francis Neale.

Lorsque Robert Molyneux, président du Georgetown College, se voit contraint de démissionner en décembre 1808 en raison de sa santé déclinante, Francis Neale est nommé président par intérim jusqu'à ce qu'un successeur permanent soit désigné, en la personne de son neveu, William Matthews, en mars 1809. À l'issue du mandat de Matthews, Neale prend officiellement la présidence le 1er novembre 1809. Il met en place une discipline monastique rigoureuse, semblable à celle que son frère Leonard avait instaurée durant sa propre présidence. Les étudiants doivent suivre un emploi du temps quotidien fortement axé sur les activités religieuses. Bien que cette approche favorise l'entrée d'un grand nombre d'étudiants dans la prêtrise, elle entraîne également une diminution significative des effectifs d'étudiants non catholiques et une baisse générale des inscriptions. Cette situation est exacerbée par la concurrence avec le séminaire et l'université St. Mary de Baltimore. Sous sa direction, Francis Neale fonde la première congrégation mariale aux États-Unis et acquiert 40 acres (16 hectares) supplémentaires pour agrandir le campus, créant ainsi de nouveaux espaces de loisirs pour les étudiants.
Francis Neale montre peu d'intérêt pour la gestion des affaires académiques du collège. En prenant la présidence, il confie la responsabilité des affaires académiques au vice-président. Étant impliqué dans plusieurs fonctions pastorales et administratives, il est souvent absent du collège. John Carroll évalue alors la situation en déclarant que « le collège a sombré dans le plus bas degré de discrédit ». Le mandat de Neale se conclut en août 1812, et Giovanni Antonio Grassi est choisi pour lui succéder.

## Implication dans la restauration de l'ordre des jésuites

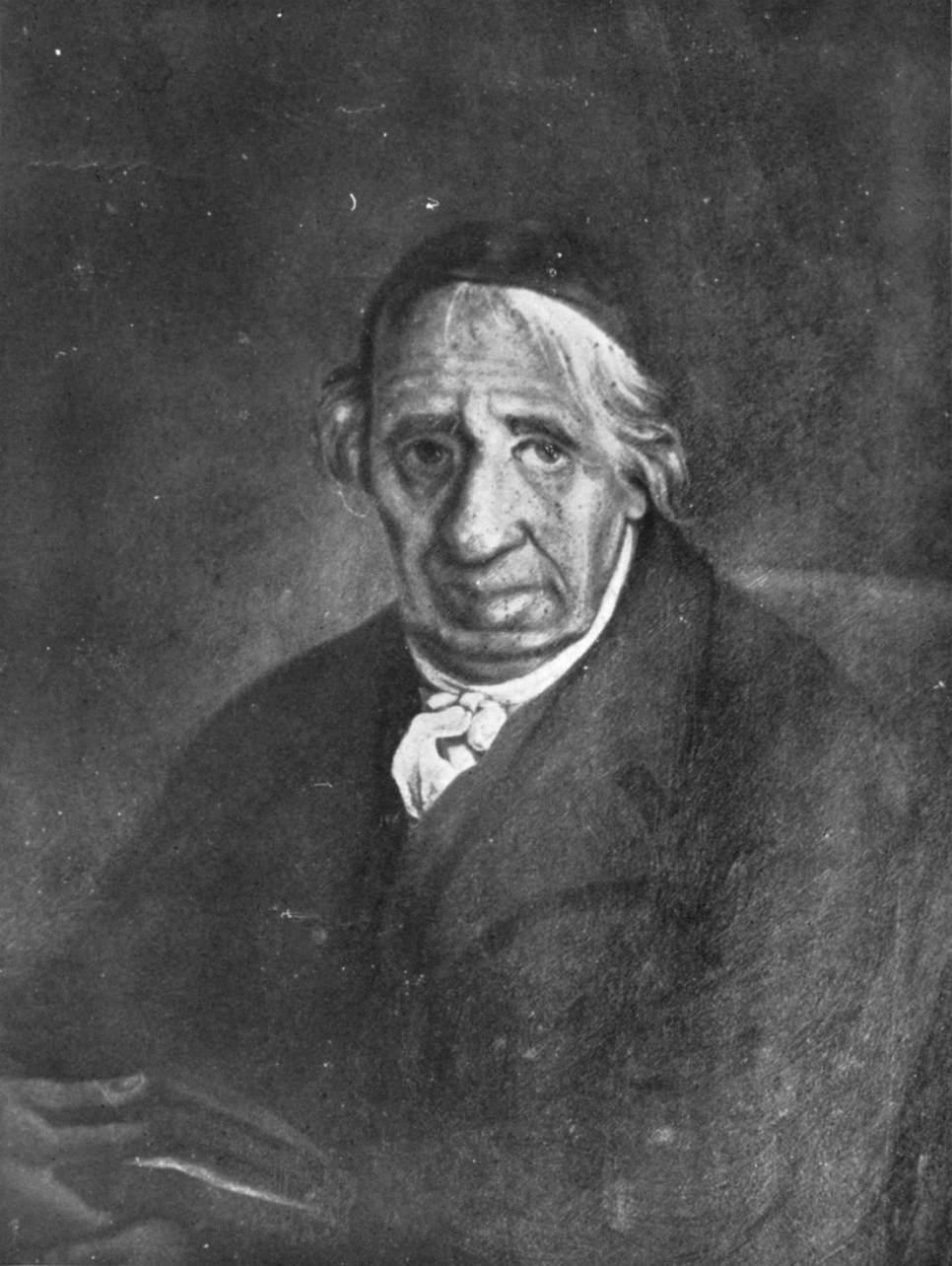
Francis Neale, durant les dernières années de sa vie.

En réponse à la requête de l'empereur Paul Ier de Russie, le pape Pie VII publie en 1801 une bulle qui lève partiellement l'ordre de suppression de 1773. Cette décision permet aux jésuites de reprendre officiellement leurs activités au sein de l'Empire russe, bien qu'ils les exercent déjà de manière officieuse. L'évêque John Carroll, animé par le désir de restaurer l'ordre des jésuites aux États-Unis, envisage de placer les jésuites du Maryland sous la juridiction de la province jésuite russe. Toutefois, il redoute qu'un tel arrangement ne contredise l'ordre papal et n'attire l'attention des adversaires politiques des jésuites. Francis Neale et son frère, Charles, prennent la tête d'un groupe de clergé qui incite Carroll à mettre en œuvre cette initiative. Finalement convaincu par leurs arguments, John Carroll autorise l'ouverture officielle d'un noviciat jésuite le 10 octobre 1806, dans une maison désignée pour l'usage de Francis Neale, située en face de l'église de la Sainte-Trinité.
Le nouveau supérieur des jésuites du Maryland, Robert Molyneux, désigne Francis Neale comme maître des novices. Cette décision suscite quelques critiques parmi les jésuites européens, envoyés à la demande de John Carroll pour contribuer au rétablissement de l'ordre des  jésuites aux États-Unis. En effet, certains estiment que Francis Neale, n'ayant jamais été formé dans un noviciat jésuite, se trouve lui-même dans une position de novice. En plus de ses responsabilités en tant que maître des novices, Francis Neale assume également le rôle de trésorier de la mission jésuite du Maryland. Pendant la guerre anglo-américaine de 1812, il prend l'initiative de déplacer la majorité du bétail des jésuites de St. Inigoes à White Marsh, afin de le protéger des pillages britanniques.

## Les dernières années
À la suite du décès de son frère Leonard en 1817, Francis Neale devient directeur spirituel des religieuses du monastère de la Visitation de Georgetown. Malheureusement, il subit un accident vasculaire cérébral alors qu'il se trouve à Alexandria. Bien que cet incident l'oblige à renoncer à son poste à temps plein, il continue à entendre les confessions des religieuses. Après sa convalescence, il reprend son engagement missionnaire dans le Maryland rural. Il retourne à St. Thomas Manor, où il devient pasteur de l'église, qui sera plus tard désignée sous le nom d'église St. Ignatius. Francis Neale occupe ce poste de 1819 à 1837. Il décède le 20 décembre 1837 à église Saint-Ignace de Port Tobacco et repose dans le cimetière de St. Thomas Manor.